# Lepidothyris
Lepidothyris Cope, 1892 è un genere di sauri appartenenti alla famiglia degli Scincidi.

## Tassonomia
Il genere comprende 3 specie:
- Lepidothyris fernandi (Burton, 1836)
- Lepidothyris hinkeli Wagner, Böhme, Pauwels & Schmitz, 2009
- Lepidothyris striatus (hallowell, 1854)